# На Логу
На Логу (словен. Na Logu) је насељено место у општини Шкофја Лока, Горењска регија, Словенија.

## Историја
До територијалне реорганизације у Словенији био је у саставу старе општине Шкофја Лока.

## Становништво
У попису становништва из 2011. године, На Логу је имао 136 становника.
| Број становника према пописима | Број становника према пописима | Број становника према пописима |
| ------------------------------ | ------------------------------ | ------------------------------ |
| 1991                           | 2002                           | 2011                           |
| 95                             | 130                            | 136                            |

Напомена: До 1951. исказивано под именом Лог.

## Галерија
- детаљ
- улаз у насеље
- поглед на цркву
- детаљ